# Limós
Limós (pronunciat [limús] en occità; el nom oficial francès és Limoux) és un municipi francès situat al departament de l'Aude i a la regió d'Occitània. És la capital del districte de Limós, del cantó de Limós i de la comarca del Rasès.
El topònim Limós vindria del llatí Limosus (segons consta el 844), derivant a l’occità Limós (acreditat el 1321). Pel que fa a l’escut de Limós, aquest representa a Sant Martí –dalt de cavall– tallant el seu abric per a oferir-ne un tros a un pobre.

## Geografia
La ciutat està dividida pel riu Aude i, a l’extrem nord de la vila, pel seu afluent Cougaing. Amb el pas de l'Aude, s'ha creat una zona plana –on s'hi ha establert la vila– envoltada de les costes properes, formant una cubeta amb obertura al nord i al sud, al pas del riu. El nucli urbà inicial es va establir al costat esquerre de l'Aude, però es va estendre també al costat dret sobretot d’ençà que entre el 1260 i el 1270 es va construir el Pont Nou i la plaça del mercat. La ciutat es troba a 156 m. d’alçada en la seva cota mérs baixa, i a 740 m. dalt del cim més alt del municipi: el Pic de Brau.
Limós està situada a 26 quilòmetres al sud de Carcassona, i a 28 quilòmetres al nord de Quillan. La carretera D118 comunica les tres poblacions (des de Quillan es comunica –més al sud– amb la Catalunya Nord, sigui via Fenolledes i Rosselló, o via Capcir i Cerdanya). Limós té estació de tren pròpia. La comunicació per transport públic (tren i autocar) és sobretot amb la ciutat de Carcassona i, en menor mesura, amb Quillan.
El clima de Limós és de tipus mediterrani, amb estius calorosos i secs i hiverns suaus i poc plujosos. Al municipi hi ha instal·lada una estació meteriològica de Météo-France que recull les dades locals.

## Història
Al lloc s'han trobat restes neolítiques. Hi ha també restes romanes. Apareix esmentada per primer cop en un diploma de Carles el Calb de meitat del 854. La vila va formar part dels dominis del comte de Rasès i després de Carcassona, i va ser ocupada per Simó de Montfort. Va passar a la corona francesa el 1296. El segle xviii va començar a prosperar, però és encara una ciutat petita.
De mica en mica, la viticultura es va anar imposant com una de les principals activitats econòmiques, en bona part gràcies al seu vi escumós, la Blanqueta de Limós. Però la vinya també va passar moments de crisi. De fet, a la primavera del 1907, els viticultors de LImós participen –com els de tot el Llenguadoc– a la revolta de la vinya per la caiguda dels preus del vi i contra la importació de vins adulterats; participen sobretot a les grans manifestacions de Narbona el 5 de maig, i de Carcassona el 26 de maig.

## Agermanament
La vila de Limós està agermanada, des del 1990, amb la població catalana de Sant Joan de Vilatorrada (Bages).

## Llocs d'interès
El nucli antic se situa entre el Pont Vell i l’Església de Sant Martí, al costat esquerre del riu. Els seus carrers relativament estrets conflueixen a la plaça de la República, parcialment porxada, veritable centre de la vila, on se celebra el famós Carnaval de Limós. La població s'ha estès també a l’altra costat del riu Aude, on hi ha la plaça del Mercat. En total, hi ha tres ponts que travessen l'Aude, entre els quals el Pont Nou (paradoxalment el pont més antic: un pont fortificat de sis arcades construit al segle XIV) i el Pont Vell (originàriament romà, però enfonsat arran de les inundacions del 1891 i refet amb l’estil funcional de l’època). Queden alguns vestigis de les antigues portes de les muralles. I hi ha el pintoresc Tívoli, un llarg passeig ombrívol sota un seguit de plàtans.
Compta amb diverses instal·lacions públiques, com escoles de primària i col·legis, i un institut. A nivell sanitari, compta amb hospital i clínica. A nivell esportiu, destaca l’estadi de l’Aiguille, amb capacitat per a 6000 espectadors, que acull l’equip local de rugbi: el XIII Limouxin.
Quant a museus, compta amb el Museu Petiet (de pintura, a partir de la col·lecció de la nissaga familiar dels Petiet), el Museu dels Autòmates, el Museu del Piano, i el Museu de la Impremta. La majoria només obren al període d’estiu. També hi ha el IAM, l’Institut de les Arts de la Màscara.
A uns 13 km hi ha l'Abadia de Sant Hilari, un monestir benedictí ben conservat i obert a les visites turístiques.

## Festivitats
- Carnaval (folklore local, aquest carnaval dura 3 mesos).[7]
- Limoux Brass Festival (música exclusivament de coures, entre abril i maig).[8]
- Les Bulles Sonores (festival de la nova escena francesa, a finals d’octubre).[9]
- Toques et Clochers (festes entorn del vi, el cap de setmana de Rams).[10]

## Personatges destacats
- Henri Duclos (1902-1984), escriptor i metge, que exercí la seva carrera a Perpinyà. A les seves darreries tornà a Limós, on fou conservador del Museu Petiet.
- Marie Petiet (1854-1893), nascuda a Limós, filla i neboda de dos altres pintors, esdevé una pintora d’estil realista que retrata la vida quotidiana local i les persones del seu entorn.[11]

## Productes típics
- Blanqueta de Limós (Blanquette de Limoux)
- Crémant de Limoux